# Zygia coccinea
Zygia coccinea là một loài thực vật có hoa trong họ Đậu. Loài này được (G.Don) L.Rico miêu tả khoa học đầu tiên.